# Ilha de Skye
A Ilha de Skye, habitualmente conhecida simplesmente pelo nome de Skye, é a maior e a mais setentrional das ilhas do arquipélago das Hébridas, na Escócia.
Seu nome vem do norueguês antigo Skið = "ski", uma alteração da palavra picta original que, nas fontes romanas, era mencionada como Scitis (Cosmografia de Ravenna) e Scetis (no mapa de Ptolomeu).
Certas lendas associam a ilha à figura lendária de Scáthach.

## Geografia
Com seus 1700 km², Skye é a segunda maior ilha da Escócia, depois de Lewis e Harris, que formam na verdade uma só ilha. Ela possui um dos relevos mais escarpados da Escócia, com o Cuillin, bem como um rico patrimônio de castelos e monumentos antigos.
A parte sul da ilha é constituída de uma série de penínsulas, englobando Sleat, Strathaird, Minginish e Duirinish, assim como Waternish e Trotternish ao noroeste.
Skye é circundada por outras pequenas ilhas, entre as quais Raasay, Scalpay e Soay.
A influência do Oceano Atlântico e a corrente do Golfo criar um clima oceânico ameno. As temperaturas são geralmente legais, com média de 6,5 ° C em Janeiro e 15,4 ° C em julho em Duntulm em Trotternish. Neve, raramente encontra-se ao nível do mar e as geadas são menos frequentes do que no continente. Os ventos são um fator limitante para a vegetação. Sul-ventos do oeste são as mais comuns e registaram-se velocidades de 128 km/h (80 mph). Ventos fortes são especialmente prováveis nas costas expostas de Trotternish e Waternish. Em comum com a maioria das ilhas da costa oeste da Escócia, a precipitação é geralmente alta em 1.500-2.000 mm por ano e o Cuillin elevado são mais molhado ainda. Variações podem ser consideráveis, com o norte tende a ser mais seco que do Sul. Broadford, por exemplo, em média mais de 2.870 milímetros (113 in) de chuva por ano. Trotternish normalmente tem 200 horas de sol forte em maio, o mês mais ensolarado. Em 28 de dezembro de 2015, a temperatura chegou a 15 ° C, batendo o anterior recorde de dezembro de 12,9 ° C, definido em 2013. Em 9 de maio de 2016, uma temperatura de 26,7 ° C. foi gravado no Lusa no sudeste do islan

## Características
A ilha caracteriza-se por uma paisagem agreste, com muito pouca vegetação comparativamente à Escócia continental. A população da ilha não é muito numerosa, vivendo pela maior parte da criação de gado.

## História
Skye possui sítios mostrando traços de caçadores desde o Mesolítico, como o de An Corran.
A ilha sofreu da fome e do seu isolamento até o final do século XVIII, levando a uma população reduzida a menos de 10 000 habitantes no censo de 1991. Em 2001, a população residente era de 8 748 habitantes.

## Acesso
A ilha está ligada ao resto do país pela ponte de Skye, bem como pelas linhas de ferries a partir de Armadale até Mallaig, e de Kylerhea a Glenelg.